# Покалькы (приток Худосея)
Покалькы (устар. Покаль-Кы) — река в России, протекает в Красноярском крае и Ямало-Ненецком автономном округе. Устье реки находится в 43 км по правому берегу реки Худосей. Длина реки составляет 113 км. Площадь водосборного бассейна — 1760 км². Высота устья — 14 м над уровнем моря.

## Притоки
- В 3 км по правому берегу реки впадает река Кыналькы
- В 17 км от устья по левому берегу реки впадает река Шельпорылькы.
- по правому берегу реки впадает река Мачилькутылькыке
- по левому берегу реки впадает река Логилькорылькыке
- по правому берегу реки впадает река Кыпа-Мачильмутылькы
- В 60 км по правому берегу реки впадает река Сягаскы
- по правому берегу реки впадает река Кыпа-Сягаскыке
- В 74 км от устья по левому берегу реки впадает река Тонукылькы.
- В 90 км от устья по левому берегу реки впадает река Перевальная.

## Данные водного реестра
По данным государственного водного реестра России относится к Нижнеобскому бассейновому округу, водохозяйственный участок реки — Таз. Речной бассейн реки — Таз.
Код объекта в государственном водном реестре — 15050000112115300069299.

## Значение
По реке проходил путь от Мангазеи до реки Турухан, притока Енисея. С реки Таз на Енисей через Худосей существовало два волока: Мокрый и Сухой. Сухой волок шёл от реки Покалькы (не далеко от впадения в неё реки Перевальная) прямо на Перевальное озеро. В районе Сухого волока в 70-х годах XX века профессор М. И. Белов обнаружил остатки деревянной конно-рельсовой дороги.